# Добренька
Добренька — река в России, протекающая в Смоленской области. Устье реки находится в 31 км по правому берегу реки Гордота. Длина реки составляет 12 км.

## Данные водного реестра
По данным государственного водного реестра России относится к Окскому бассейновому округу, водохозяйственный участок реки — Угра от истока и до устья, речной подбассейн реки — Бассейны притоков Оки до впадения Мокши. Речной бассейн реки — Ока.
Код объекта в государственном водном реестре — 09010100412110000020705.

### Притоки (км от устья)
- 4 км: река Серебрянка (пр)